# Echuca
Echuca – miasto w Australii w stanie Wiktoria (hrabstwo Campaspe) zamieszkana przez 12 tys. osób (2006). Echuca położona jest ok. 250 km na północ od Melbourne nad rzeką Murray w pobliżu ujść do niej rzek Goulburn i Campaspe. Część miasta położona po drugiej stronie rzeki Murray jest już w stanie Nowa Południowa Walia i nazywa się Moama.
Miejscowość założona w 1850 roku, urosła w XIX wieku do miana największego portu śródlądowego Australii. Z powodu najmniejszej odległości od rzeki Murray do stolicy stanu Melbourne właśnie do Echuca pobudowano linię kolejową mającą dostarczać do Melbourne towary spławiane rzeką. Liczba mieszkańców miasta osiągnęła w pewnym momencie nawet 15 tys. Żelazny most nad rzeką Murray zbudowano w latach 70. XIX wieku.
Rozwój kolei oraz transportu drogowego spowodował upadek znaczenia rzeki i w końcu XIX wieku miasto zaczęło podupadać.
Dzisiaj głównym źródłem utrzymania mieszkańców miasta jest turystyka. Miasto jest chętnie odwiedzane przez turystów z powodu ciepłego klimatu, interesujących zabytków (port rzeczny, statki parowe) oraz przyrody (np. położony w pobliżu park Barmah Wetlands).
W lutym każdego roku rozgrywane są w Echuca jedne z najbardziej znanych zawodów narciarzy wodnych: Southern 80.